# Politica del Portogallo
Il Portogallo è una repubblica semipresidenziale.
Le elezioni in Portogallo si suddividono, a livello nazionale, in due grandi gruppi:
- Elezioni legislative, per l'elezione del Parlamento (Assemblea della Repubblica);
- Elezioni presidenziali, per l'elezione diretta del Presidente.

Il Parlamento è eletto per un periodo di quattro anni, attraverso il sistema dei collegi plurinominali; il Presidente è eletto per un periodo di cinque anni, ma non può imporre un suo governo, né assume la rappresentanza politica estera del paese.
Il Primo Ministro è nominato dal Presidente sulla base delle elezioni legislative (generalmente, è il leader del partito risultato vincitore).
Il Portogallo è chiamato altresì per l'elezione di 25 membri del Parlamento europeo.